# イスラエルの基本法
イスラエルの基本法（イスラエルのきほんほう、ヘブライ語: חוקי היסוד, χuke ha-yesod）は、イスラエルの国家の性格を規定する13の基本法である。

## 概要
イスラエルは憲法典を制定しておらず、憲法に代わる基本法を制定している。

## 沿革
1948年5月14日に署名した独立宣言は、制憲議会が同年10月1日まで憲法を制定するよう規定された。しかし、第一次中東戦争が勃発し制憲議会の選挙施行が困難となり、期限を過ぎた1949年1月25日に総選挙は実施された。
総選挙後、初代首相であるダヴィド・ベン＝グリオン率いるマパイは過半数を獲得できず、議会は少数政党との連携が必須であった。そのような状況でユダヤ教のトーラーに基づく宗教政党と、社会主義の規定を求める左派政党との調整が困難を極め、憲法制定への合意に至らなかった。
そのような状況で制憲議会の憲法・法律・司法委員会の委員であったイズハル・ハラリは、憲法小委員会で「単一的な憲法典ではなく、各分野別の基本法による憲法制定」を提案した（ハラリ提案）。最終的にはベン＝グリオンはハラリ提案に同意し単一の憲法典制定を断念、憲法に代わる基本法を制定した。

## 基本法の一覧
| 基本法                         | 制定年 | 概要                                                                                 |
| ------------------------------ | ------ | ------------------------------------------------------------------------------------ |
| クネセト                       | 1958年 | 国の立法機関である「クネセト」について規定。                                         |
| 土地                           | 1960年 | 国ならびにケレン・カイエメント（土地開発公社）が所有する土地（国有地）の譲渡を制限。 |
| 大統領                         | 1964年 | 国の元首である「大統領」について規定。                                               |
| 政府                           | 1968年 | 国の行政機関について規定。                                                           |
| 国家経済                       | 1975年 | 国庫・国有財産・紙幣貨幣について規定。                                               |
| 軍                             | 1976年 | 軍隊と兵役について規定。                                                             |
| エルサレム、イスラエルの首都   | 1980年 | エルサレムの地位について規定。                                                       |
| 司法                           | 1984年 | 国の司法機関について規定。                                                           |
| 国家会計検査官                 | 1988年 | 国の会計検査について規定。                                                           |
| 人間の尊厳と自由               | 1992年 | 人権について規定。                                                                   |
| 職業の自由                     | 1994年 | 職業の自由について規定。                                                             |
| 国民投票                       | 2014年 | 国の主権・領土に関する国民投票について規定。                                         |
| イスラエル－ユダヤ人の国民国家 | 2018年 | 国家・公用語について規定。                                                           |